# Paraconger ophichthys
Paraconger ophichthys är en fiskart som först beskrevs av Garman, 1899.  Paraconger ophichthys ingår i släktet Paraconger och familjen havsålar. Inga underarter finns listade i Catalogue of Life.